# Ammophila laticeps
Ammophila laticeps är en biart som först beskrevs av Arnold 1928.  Ammophila laticeps ingår i släktet Ammophila och familjen grävsteklar. Inga underarter finns listade i Catalogue of Life.